# 2003年山梨県知事選挙
2003年山梨県知事選挙（2003ねんやまなしけんちじせんきょ）は、2003年（平成15年）に実施された、山梨県知事を選出する選挙について記述する。

## 概要
現職知事の任期満了に伴い実施された選挙で、2003年（平成15年）1月16日に告示され、2月2日に投開票が行われた。
現職の天野建知事が健康面の問題などから不出馬を表明し、12年ぶりとなる新人同士の戦いとなった選挙では、前衆議院議員の横内正明と前甲府市長の山本栄彦、さらに元警視総監の井上幸彦の実質上三つ巴の争いとなった。山本は民主党や自由党の推薦を受けたほか、自民党国会議員で当時党総務会長でもあった堀内光雄が横内に反発し山本の支持に回ったことから組織面で有利な選挙活動を展開することができたのに対し、横内は先述の理由から自民党の公認を受けることができず、苦しい立場に追いやられることになった。しかし地盤である山梨県第3区を中心に巻き返しを図り、当確が出たのは開票率90％を超えてからという熾烈な争いとなった。

## 立候補者
この選挙に立候補した者は以下の4名である。
| 候補者   | 年齢 | 党派       | 新旧 | 推薦・支持党派 | 前職・経歴             |
| -------- | ---- | ---------- | ---- | -------------- | ---------------------- |
| 井上幸彦 | 65   | 無所属     | 新人 |                | 警視庁第80代警視総監   |
| 福田剛司 | 57   | 日本共産党 | 新人 | 日本共産党     | 共産党県委員会副委員長 |
| 山本栄彦 | 67   | 無所属     | 新人 | 民主党、自由党 | 甲府市長(3期)          |
| 横内正明 | 60   | 無所属     | 新人 |                | 衆議院議員(3期)        |

## 選挙結果
- 投票率：67.45％（投票者数471,795名）前回45.13％を大幅に上回る結果となったが、1991年の選挙と比較すると低い水準となった[1]

| 当落 | 候補者名 | 所属党派 | 新旧 | 得票数  | 得票率 |
| ---- | -------- | -------- | ---- | ------- | ------ |
| 当選 | 山本栄彦 | 無所属   | 新人 | 167,196 |        |
|      | 横内正明 | 無所属   | 新人 | 158,227 |        |
|      | 井上幸彦 | 無所属   | 新人 | 121,115 |        |
|      | 福田剛司 | 共産     | 新人 | 19,718  |        |
|      |          |          | 合計 | 466,256 |        |

最終的に8,969票差で山本の勝利に終わったが、このうち旧甲府市域で山本と横内の差が18,316票（その後甲府市と合併した中道町や上九一色村北部を含めると約2万票）の差がつき、これが明暗を分かれた結果となった。甲府市の集計が遅れたことから開票率80％の段階で横内が山本に約1万票の差をつけて有利に展開していたが、その後甲府市の集計が加算されて山本が横内を逆転した。